# Појеница (Горж)
Појеница (рум. Poienița) насеље је у Румунији у округу Горж у општини Бустукин. Oпштина се налази на надморској висини од 397 m.

## Становништво
Према подацима из 2002. године у насељу је живело 366 становника, од којих су сви румунске националности.